# Az eltűnt idő nyomában (regény)
Az eltűnt idő nyomában (eredeti francia címe: À la recherche du temps perdu) Marcel Proust francia író regényfolyama, amely hét kötetből, szerkezetét tekintve 16 egységből áll. A mű 1909–1922 között keletkezett, és részletekben látott napvilágot. 1919-ben az első két kötet elnyerte a Goncourt-díjat.
A regény központi témája az idő, annak hatása az egyénre, társadalomra. Ez a hatás elsősorban a változással mérhető, a regény ezt dokumentálja. Az eltűnt idő nyomában bemutatja, miként módosul a test, a személyiség, az ízlés, a divat, a világnézet az idő múlásával, hogyan válik avíttá, ami egykoron korszerű volt, miként jön divatba ismét az, ami korábban már meghaladottnak számított. Proust figuráinak személyisége ennek megfelelően nem állandó, viselkedésük az adott időpillanattól függ, így – a megfoghatatlan idő múlásával – mindig újabb oldalukat, vonásukat ismerjük meg.
Proust időfelfogására nagy hatással volt rokona, Henri Bergson elmélete, aki úgy vélte, az értelem csak a statikus valóságra alkalmazható, a folyamatosan áramló időt viszont csak az intuíció képes megragadni.
Az eltűnt idő nyomában egyes szám első személyben íródott, de nem önéletrajz, hanem önéletrajzi elemeket gazdagon felvonultató regény. Sok szereplőjének nyilvánvaló, hogy ki a mintája, mások több valós személyből lettek összegyúrva. A narrátor saját múltját, vagyis az elveszett időt kutatja.
Proust a regényt 1909-ben kezdte el írni, első kötetét 1913-ban, saját költségén jelentette meg, mert a kiadók elutasították. A folyamatos kiadást az első világháború megakasztotta, de ez a kényszerszünet lehetőséget biztosított a szerzőnek, hogy átalakítsa a regény szerkezetét, és jelentősen kibővítse azt. Az író az utolsó években súlyos betegen dolgozott a művén, utolsó köteteinek kiadását nem érte meg. Ezek publikálását bátyja, Robert ellenőrizte.

## A kötetek
Az első kötet a Swann, amelynek hőse a címben szereplő gazdag, művelt zsidó nagypolgár, aki feleségül veszi Odette de Crécyt, a párizsi félvilági nőt. A Bimbózó lányok árnyékában a narrátor és nagyanyjának tengerparti nyaralásáról szól, amelynek során Marcel megismeri későbbi szerelmét, Albertine-t. A harmadik kötet a Guermantes-ék, amely az arisztokrácia életébe nyújt bepillantást. Az ezt követő Szodoma és Gomorra a szereplők szexuális életét, tévelygéseit elemzi, középpontjában a homoszexuális Charlus báróval. Az ötödik nagy egység A fogoly lány, amelyben a narrátor és Albertine közös életét ismerheti meg az olvasó, míg a hatodik, Az Albertine nincs többé a lány halála utáni időszakot meséli el. Az utolsó kötet, A megtalált idő, központi helyszíne egy délutáni hangverseny, amelyen felvonulnak a kötetben szereplő, az idő által megváltoztatott figurák.

## A mű keletkezése
A szerző először kettő, majd három részben gondolkozott. A Swann, amely a narrátor gyerekkorát meséli el, minden elképzelésben nyitókötetként, A megtalált idő pedig, amely az idő fényében tekinti át ismét a megismert szereplőket, zárókötetként szerepelt. Ezek közé ékelődtek a későbbi kötetek. Proust az első és a zárókötetet párhuzamosan írta, így A megtalált idő már 1912-ben kész volt. Munkamódszeréből következően Proust olykor hamarabb írta meg a magyarázatot, mint magát az epizódot, ilyenkor a margóra feljegyezte: „elmondani a maga idejében”.
A regényfolyam első kötete, miután több cég visszautasította, 1913-ban Proust költségen jelent meg a Grasset kiadónál. Az első világháború kitörése miatt elcsúszott a második és a harmadik kötet megjelenése, és írás közben Proust átformálta a mű szerkezetét, újabb részekkel, teljes kötetekkel bővítette ki. A végleges második kötet, a Bimbózó lányok árnyékában 1919-ben jelent meg, és a Swann és a Guermantes-ék közé ékelődött.
A regényen belüli Albertine-ciklust (a negyedik kötet, a Szodoma és Gomorra vége, valamint A fogoly lány és az Albertine nincs többé) a szerző titkára és szerelme, Alfred Agostinelli halála ihlette.
A súlyos beteg Proust az idő szorításában folytatta regényét. Utolsó éveiben szinte teljes visszavonultságban írta könyvét, folyamatosan bővítve a már elkészült részeket is. 1919-es és 1921-es leveleiből kiderül, hogy művét nagy általánosságban befejezettnek tekintette. Az utolsó három kötet kiadását a szerző nem érte meg, azok halála után, 1922 és 1927 között láttak napvilágot.
Az utolsó kötetek szövege jegyzetfüzetekben, különböző cédulákon maradt fenn. A végső változatot tehát nem Proust készítette, hanem azok, akik irodalmi hagyatékát kezelték. Mivel az író még a kiadás előtt álló kötetek kefelevonatait is folyamatosan javította, átírta, bővítette, feltételezhető, hogy a befejező részek korántsem érték el azt a minőséget és tartalmat, amelyet magától elvárt. 1954-ben megjelent az első kritikai kiadás, Pierre Clarac és André Ferré kiadásában, majd az összes szerzői jog lejárta után, 1987-ben új francia kiadás látott napvilágot.

## Az idő problémája
A regény időfelfogása nagyban épít Henri Bergson elméletére. A filozófus szerint az értelem helytelenül a térre összpontosít, mert az teszi lehetővé az elképzelést. Az ember a térfelfogást alkalmazza az időre is, amelyet homogén, egynemű részekre bontható kiterjedésként képzel el. Ennek folyománya a newtoni egyenletesen folyó idő elmélete, amely alkalmazható ugyan a fizikai-asztronómiai világra, de az emberi tudatra nem. Bergson szerint az áramló időt csak az intuíció ragadhatja meg, a fogalmi gondolkodás és az értelem, csak a statikus valóság, vagyis az idő egy tetszőlegesen kiválasztott egysége rögzítésére alkalmas.
Bergson szétválasztotta az objektív (fizikailag mérhető) időt és a belső, szubjektív (tagolhatatlan, kiterjedés nélküli tartamként megélt) időt. Úgy vélte, az ember az objektív időben azonos mennyiségeket nem azonosnak érzékeli belső világában, lelkében, hanem hangulatától, tudatállapotától, helyzetétől függően hosszabbnak vagy rövidebbnek. A belső időt intuitív módon érzi az ember. Ennek megfelelően épül fel Proust regénye, aki olykor száz oldalon keresztül elemez egy rövid eseményt, míg néhány mondattal évek történéseit intézi el. Proustnál az események nem feltétlenül lineáris rendben, ok-okozati viszonyban követik egymást, hanem ahogy a narrátornak eszébe jutnak a múlt történései. Hegedűs Géza szavaival: „a cselekmények nem a külső időben, hanem a belső tartamban játszódnak”. Az emlékek pedig újabb emlékeket hívnak elő. Mindazonáltal megfigyelhető a lineáris rend is, hiszen a regény – sok kitérőn át – a gyerekkortól az idős kor felé halad.
1913. november 13-án interjú jelent meg Prousttal a Temps című párizsi lapban. Ebben így beszélt az idő és a regény hossza közötti kapcsolatról: „Számomra a regény nemcsak a síkbeli pszichológiát jelenti, hanem az időbelit is. Az időnek ezt a láthatatlan szubsztanciáját próbáltam meg elkülöníteni, ehhez azonban az kellett, hogy a kísérlet hosszú ideig kitartson. Azt remélem, hogy a könyvem végén, egy-egy jelentéktelen társasági tény, ez vagy az a házasság két olyan szereplő között, akik az első kötetben még két különböző világhoz tartoztak, jelezni fogja, hogy közben idő telt el, és felveszi azoknak a patinás versailles-i vízvezetékeknek a szépségét, melyeket az idő smaragdszín hüvellyel burkolt be az évek során.”

## Témák

### Társadalomábrázolás
A regény a francia élet teljes keresztmetszetét akarja adni, akárcsak Balzac művei. Az eltűnt idő nyomában az első világháború előtti, alatti és utáni Franciaország summázata. Proust azt írta meg, „hogyan reagál a társadalom tagja magára a társadalomra, hogyan igyekszik elhelyezkedni benne, és ez az igyekezet, a környezettel való súrlódás, hogyan befolyásolja jellemét és sorsát”. A könyv a különböző rétegek, például az arisztokrácia és a polgárság, viszonyát elemzi. Középpontjában mindazonáltal az arisztokrácia áll, amely megindul a lejtőn: beengedi köreibe a köznépet.

### Emlékezés
Proustnál az emlékezés nem az a mechanikus eljárás, amikor az ember szándékosan felidéz régebbi eseményeket, hanem önkéntelen cselekedet. Ez az emlékezés az akarattól független, és az emlékek váratlanul idéződnek meg. Az emlékeket, képzettársításokat, amelyek boldogságot okoznak, érzéki tapasztalatok hívják elő. Ezzel szemben a szándékos kísérletek az emlékek előhívására, korlátozottak és töredékesek.
Az önkéntelen emlékezés leghíresebb példája a regényben az a jelenet, amikor a narrátor beleharap egy Madeleine-süteménybe, és az íz hatására hirtelen visszatérnek gyerekkora emlékei, amelyek már az elveszett idő, vagyis a múlt részei. Az emlékezés révén sokkal intenzívebben éli át gyerekkorának leglényegesebb pillanatait, mint amikor még valóban gyerek volt.
Proust szerint az élet valódi eseményei, mivel hazugságokkal, zavaró momentumokkal átszőttek, nem okoznak igazi örömöt. Az öröm az emlékezésben található meg, és ezt kell az írónak megragadnia. Ennek a próbálkozásnak újszerűsége, hogy Proust témává emeli a tapasztalatok keletkezési folyamatát.
Gilles Deleuze Proust című könyvében azt írta: a regény nem az emlékezet kiaknázásáról, az elmúlt, elvesztegetett idő megtalálásáról szól. Nem az akaratlan emlékezés ábrázolásával, hanem egy tanulási folyamattal van dolga az olvasónak. Az emlékek a tanulási folyamat iránymutatói a jövő felé. Ez a tanulási folyamat elsődlegesen a jelekre vonatkozik, vagyis az emberekre, tárgyakra úgy tekint, mint megfejtésre váró jelek hordozóira. A könyvben a szerző a jelek különböző világain – például társasági élet, a szerelem, a benyomások világa – halad át, hogy elérje az utolsó ilyen területet, a művészetet.

### Homoszexualitás
Az eltűnt idő nyomában több szereplője, például Charlus úr és Robert de Saint-Loup, hasonlóan a szerzőhöz, homoszexuális. Proust a regényben rámutat arra, hogy ezeknek az embereknek nem az a bűne, hogy szembehelyezkednek a természettel, hanem az, hogy a társadalommal állnak szemben. Proust nem vállalta fel homoszexualitását, ami szabad kezet adott neki a kor meleg szubkultúrájának ábrázolásához. Talán ez a szabadság az oka annak, hogy a regény előrehaladásával egyre több szereplőről derül ki ilyen jellegű vonzalma.

### Zsidóság
Proust anyai ágon zsidó származású volt, ezt a könyvben nem vállalja fel. Számos szereplője azonban zsidó: Swann, a műértő, társasági ember, vagy Bloch, a rossz modorú fiatalember, aki a regény végére az arisztokrata társaság elfogadott tagja lesz. A zsidóság akkori helyzetét és megítélését jobban ábrázolja a Dreyfus-ügy bemutatása, a pro és kontra érvek felsorakoztatása.

## Magyarul
Az eltűnt idő nyomában a nyugatos körök „kötelező olvasmánya” volt. Magyarul, Gyergyai Albert fordításában, 1937-ben és 1938-ban jelent meg az első két kötet, a harmadik pedig csak sokkal később, 1983-ban látott napvilágot. A maradék négy kötetet Jancsó Júlia fordította le, bőven a rendszerváltozás után, kiegészítve végül az első három kötet saját fordításával.
- Az eltűnt idő nyomában Swann, 1-3.; ford. Gyergyai Albert; Grill, Bp., 1937
- Az eltűnt idő nyomában Bimbózó lányok árnyékában, 1-4.; ford. Gyergyai Albert; Grill, Bp., 1938
- Guermantes-ék; ford., jegyz. Gyergyai Albert, sajtó alá rend. Somló Vera; Európa, Bp., 1983
- Az eltűnt idő nyomában IV. – Szodoma és Gomorra (ford. Jancsó Júlia, jegyz. Karafiáth Judit), Atlantisz Könyvkiadó, Budapest, 1996 (Veszedelmes viszonyok), ISBN 9637978224
- Az eltűnt idő nyomában I. – Swann (ford. Gyergyai Albert). Bp.: Magvető, 2006. ISBN 963-14-2535-5
- Az eltűnt idő nyomában II. – Bimbózó lányok árnyékában (ford. Gyergyai Albert). Bp.: Magvető, 2006. ISBN 963-14-2534-7
- Az eltűnt idő nyomában III. – Guermantes-ék (ford. Gyergyai Albert). Bp.: Magvető, 2006. ISBN 963-14-2535-5
- Az eltűnt idő nyomában VI. – Albertine nincs többé (A szökevény), (ford. Jancsó Júlia, jegyz. és utószó Karafiáth Judit), Atlantisz Könyvkiadó, Budapest, 2005 (Veszedelmes viszonyok), ISBN 9789639165847
- Az eltűnt idő nyomában VII. – A megtalált idő (ford. Jancsó Júlia, jegyz., utószó Karafiáth Judit), Atlantisz Könyvkiadó, Budapest, 2009 (Veszedelmes viszonyok), ISBN 9789639777064
- Az eltűnt idő nyomában V. – A fogoly lány (ford. Jancsó Júlia, jegyz. és utószó Karafiáth Judit), Atlantisz Könyvkiadó, Budapest, 2012 (Veszedelmes viszonyok), ISBN 9789639777217
- Az eltűnt idő nyomában I. – Swannék oldala (ford. Jancsó Júlia, jegyz. és utószó Karafiáth Judit), Atlantisz Könyvkiadó, Budapest, 2017 (Veszedelmes viszonyok), ISBN 9789639777439
- Az eltűnt idő nyomában II. – Virágzó lányok árnyékában (ford. Jancsó Júlia, jegyz. és utószó Karafiáth Judit), Atlantisz Könyvkiadó, Budapest, 2021 (Veszedelmes viszonyok), ISBN 9789639777644
- Az eltűnt idő nyomában III. – A Guermantes-oldal (ford. Jancsó Júlia, jegyz. és utószó Karafiáth Judit), Atlantisz Könyvkiadó, Budapest, 2024 (Veszedelmes viszonyok), ISBN 9789639777774